# Scopula spatiosaria
Scopula spatiosaria là một loài bướm đêm trong họ Geometridae.